# Partito Progressista Riformatore
Il Partito Progressista Riformatore (in portoghese: Partido Progressista Reformador - PPR) è stato un partito politico di ispirazione conservatrice fondato in Brasile nel 1993 a seguito della confluenza di due distinti soggetti politici:
- il Partito Democratico Sociale (Partido Democrático Social), sorto nel 1980 sulle istanze dell'Alleanza Rinnovatrice Nazionale;
- il Partito Democratico Cristiano (Partido Democrata Cristão), fondato nel 1945.

Leader del partito era Paulo Maluf, sindaco di San Paolo dal 1993 al 1996.
In occasione delle elezioni generali del 1994, il PPR ottiene il 9,4% dei voti e 52 seggi alla Camera.
Nel 1995 la formazione si è fusa con alcune forze politiche minori dando vita al Partito Progressista Brasiliano, ridenominato nel 2005 Partito Progressista.